# Auchendavy
Auchendavy byla římská pevnost Antoninova valu ve Skotsku. Značná část této lokality však byla zničena, když se mezi ústími řek Forth a Clyde stavěl vodní kanál Forth–Clyde.
Mezi římskými pevnostmi Bar Hill a Balmuildy Antoninův val přibližně sleduje jižní břeh řeky Kelvin. Pevnost Auchendavy ležela severně od města Kirkintilloch. Na tom místě je v polovině cesty mezi zmíněným kanálem a silnicí ještě vidět pahorek.
Sir George Macdonald o průzkumu tohoto místa napsal: „Auchendavy a okolí je známé velkým počtem nálezů ze starověku.“ Zmíněné okolí je farma Shirva ve vesničce Twechar, kde bylo objeveno například několik náhrobků.

## Kontext
Mnoho římských pevností podél valu hájily posádky v počtu přibližně 500 mužů. Větší pevnosti jako Castlecary a Birrens měly nominální kohortu 1 000 mužů, ale pravděpodobně tam byly i ženy a děti , ačkoli se vojáci nesměli oženit. V okolí pevností jistě také žilo velké množství civilních osob.

## Oltáře
Centurio jménem Marcus Cocceius Firmus postavil dokonce pět oltářů, které byly v pevnosti Auchendavy nalezeny. Byl voják a sloužil v legii zvané Legio II Augusta. V jámě na jihozápad od této římské pevnosti v byl objeven pískovcový oltář zasvěcený Jupiterovi a Victorii, dále také Silvanovi. Podobně byl poblíž pevnosti nalezen pískovcový oltář zasvěcený duchu země Británie. U pevnosti byl dále nalezen pískovcový oltář zasvěcený Dianě a Apollonovi. Také byl objeven oltář boha Marta. Je na něm také věnování Minervě, bohyním přehlídkového prostranství, Herkulovi, Eponě a Vítězství.
Rekonstrukcí latinských nápisů se zabýval Keppie spolu s dalšími autory

## Další nálezy
Byla nalezena kamenná deska Legio XX Valeria Victrix, fragment mužského trupu.
Gordon a další mluví o mincích; je zmíněn zlatý solidus císaře Traiana (přibližně z roku 100); dále přibližně padesát střel používaných při střelbě z balisty a dvě železné palice.
Část opevnění pevnosti byla vykopána v roce 1999.